# Spirit (Beyoncé-Lied)
Spirit ist ein Lied von Beyoncé und der Titelsong für den Film Der König der Löwen von Jon Favreau, der im Juli 2019 in die Kinos kam. Wie üblich in Disney Filmen wurde für die deutsche Fassung des Films eine deutschsprachige Interpretation des Liedes eingesungen und lautet Trau Dich.

## Entstehung
Bei Spirit handelt es sich um den Titelsong des Films Der König der Löwen von Jon Favreau aus dem Jahr 2019. Der Song wurde von Beyoncé gemeinsam mit IIya Salmanzadeh und Timothy McKenzie geschrieben und ist auch auf dem Album The Lion King: The Gift enthalten, das von Beyoncé produziert wurde. Beyoncé erklärte, dass auf diesem Album verschiedene Genres gemischt sind, unter anderem R&B, Pop, Hip-Hop und Afrobeat.

## Veröffentlichung und Musikvideo
Spirit wurde in der Nacht der Premiere des Films am 9. Juli 2019 im Dolby Theatre in Hollywood veröffentlicht. Das Album für den Film selbst, auf dem Spirit enthalten ist, wurde am 11. Juli 2019 von Walt Disney Records als Download und am 19. Juli 2019 auch in physischer Form veröffentlicht.
Die Weltpremiere des Musikvideos zum Song erfolgte in der Nacht auf den 16. Juli 2019 auf ABC News.

## Rezeption
Sandra Gonzalez von CNN schrieb: „In Spirit Beyoncé masterfully showcases her power and vocal acrobatic skills.“

## Charterfolge
In der Woche nach seiner Veröffentlichung stieg Spirit auf Platz 1 in die Kid Digital Song Sales Charts ein. Am 19. Juli 2019 stieg der Song auf Platz 80 in die UK-Top-100, am 26. Juli 2019 auf Platz 98 in die Billboard Hot 100 ein.

## Auszeichnungen
Bei der Oscarverleihung 2020 befand sich der Song neben Never Too Late in einer Shortlist in der Kategorie Bester Song. Im Folgenden weitere Nominierungen.
Critics’ Choice Movie Awards 2020
- Nominierung als Bester Song

Golden Globe Awards 2020
- Nominierung als Bester Filmsong (Beyoncé)

Grammy Awards 2020
- Nominierung als Best Pop Solo Performance (Beyoncé)

Hollywood Music in Media Awards 2019
- Nominierung als Bester Song – Spielfilm (Ilya Salmanzadeh, Labrinth und Beyoncé)[12]

NAACP Image Awards 2020
- Nominierung als Bester Song – Traditional (Beyoncé)[13]